# 忠治山
忠治山（ちゅうじやま）は、愛知県名古屋市緑区の地名。丁番を持たない単独町名である。住居表示未実施地域。

## 地理
名古屋市緑区南部の南大高地区に位置し、大根山、清水山、別所山と接する。

## 歴史

### 町名の由来
大高町の小字名「忠治山」による。忠治という人物の山であることに由来するという。かつては北側にも同様の字名が存在したため、明治初年に北側の忠治山は「北忠治山」と改称されたのだという。

### 行政区画の沿革
- 1995年（平成7年）6月22日 - 名古屋市大高南特定土地区画整理組合の設立が認可される[7]。
- 2015年（平成27年）9月12日 - 緑区大高町字大根山・水主ケ池・助治根山・野廻間・忠治山・平根山の各一部により、同区忠治山として成立[1]。

## 学区
市立小・中学校に通う場合、学校等は以下の通りとなる。また、公立高等学校に通う場合の学区は以下の通りとなる。
| 番・番地等 | 小学校                 | 中学校               | 高等学校 |
| ---------- | ---------------------- | -------------------- | -------- |
| 全域       | 名古屋市立大高南小学校 | 名古屋市立大高中学校 | 尾張学区 |

## 施設

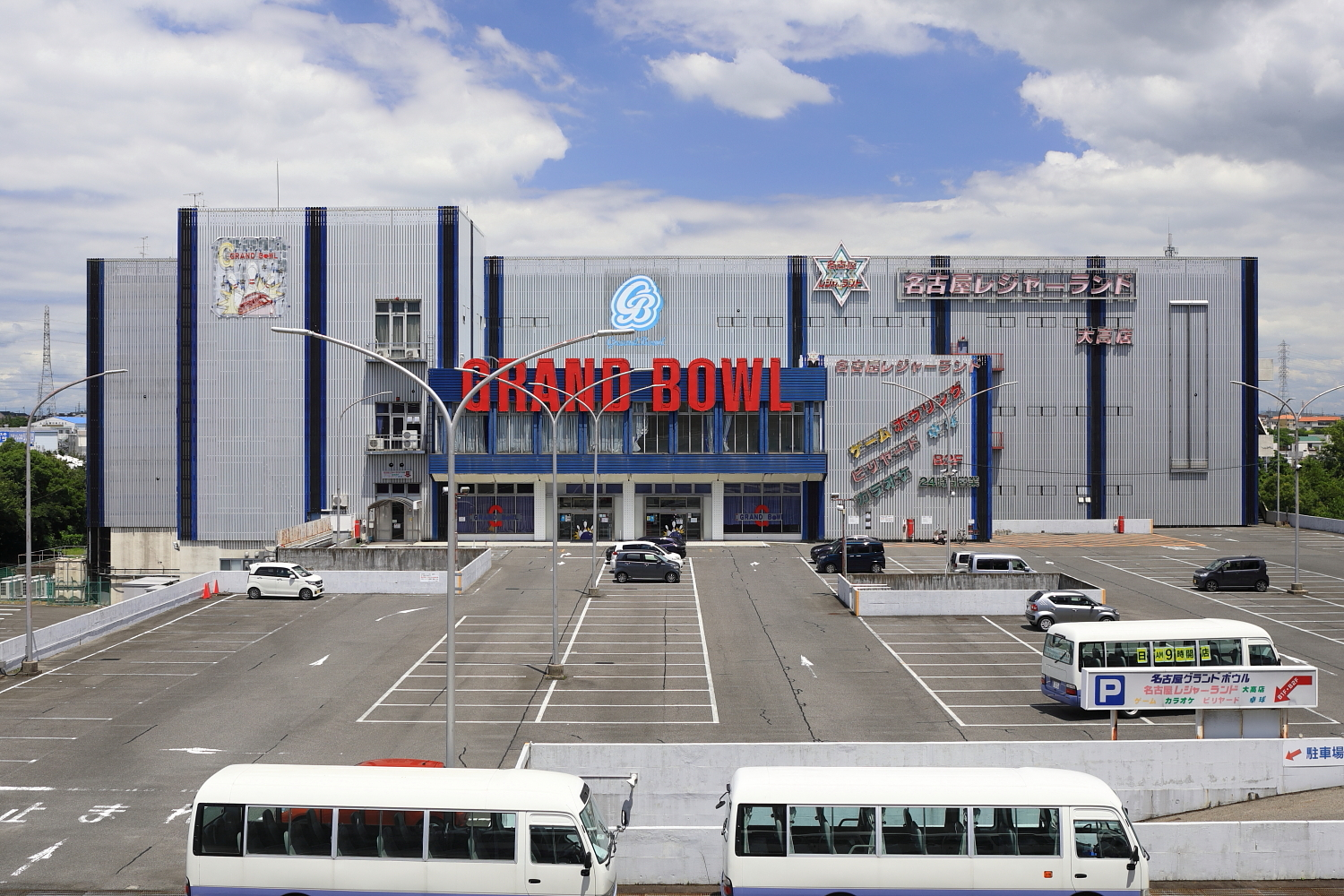
名古屋グランドボウル
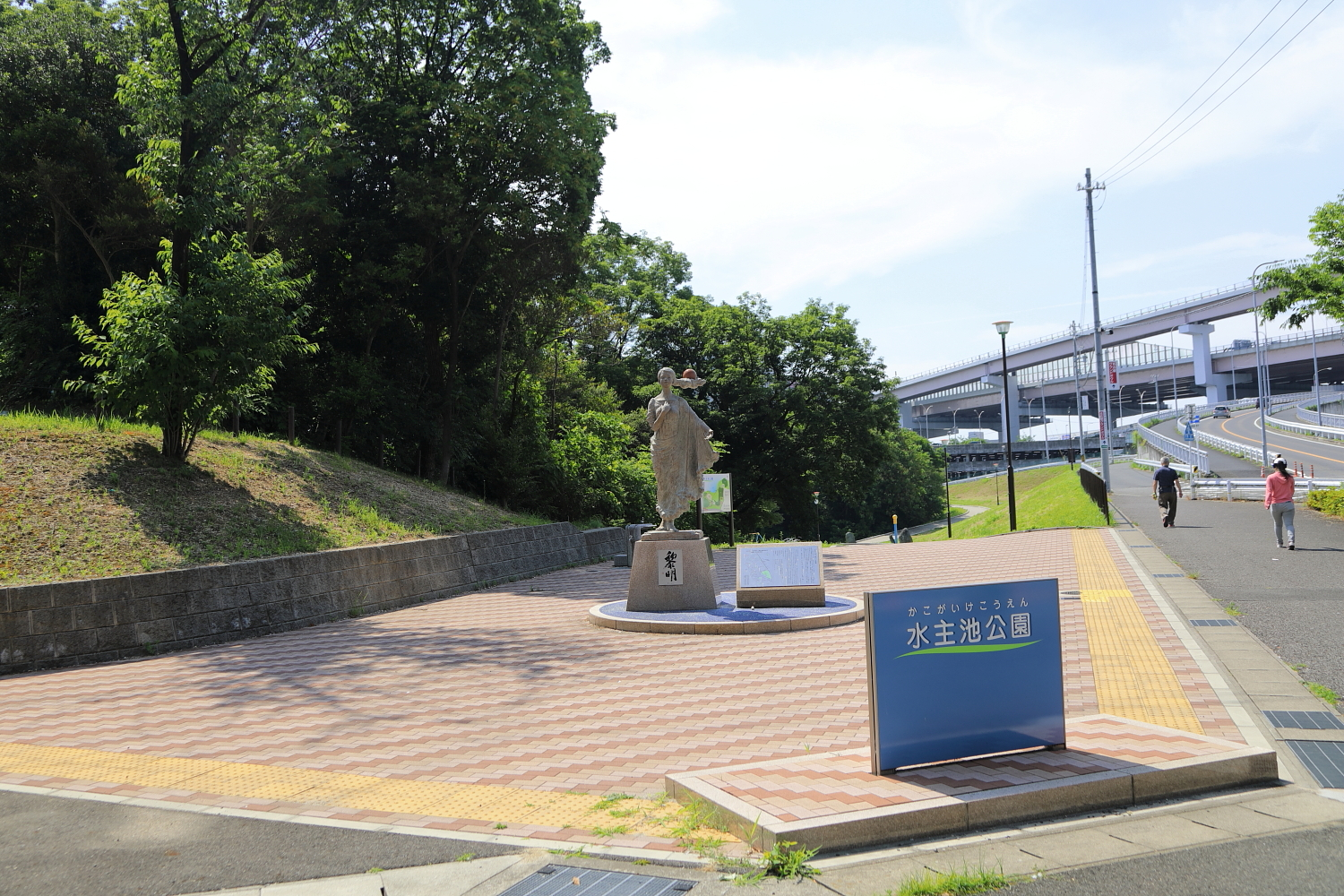
水主池公園
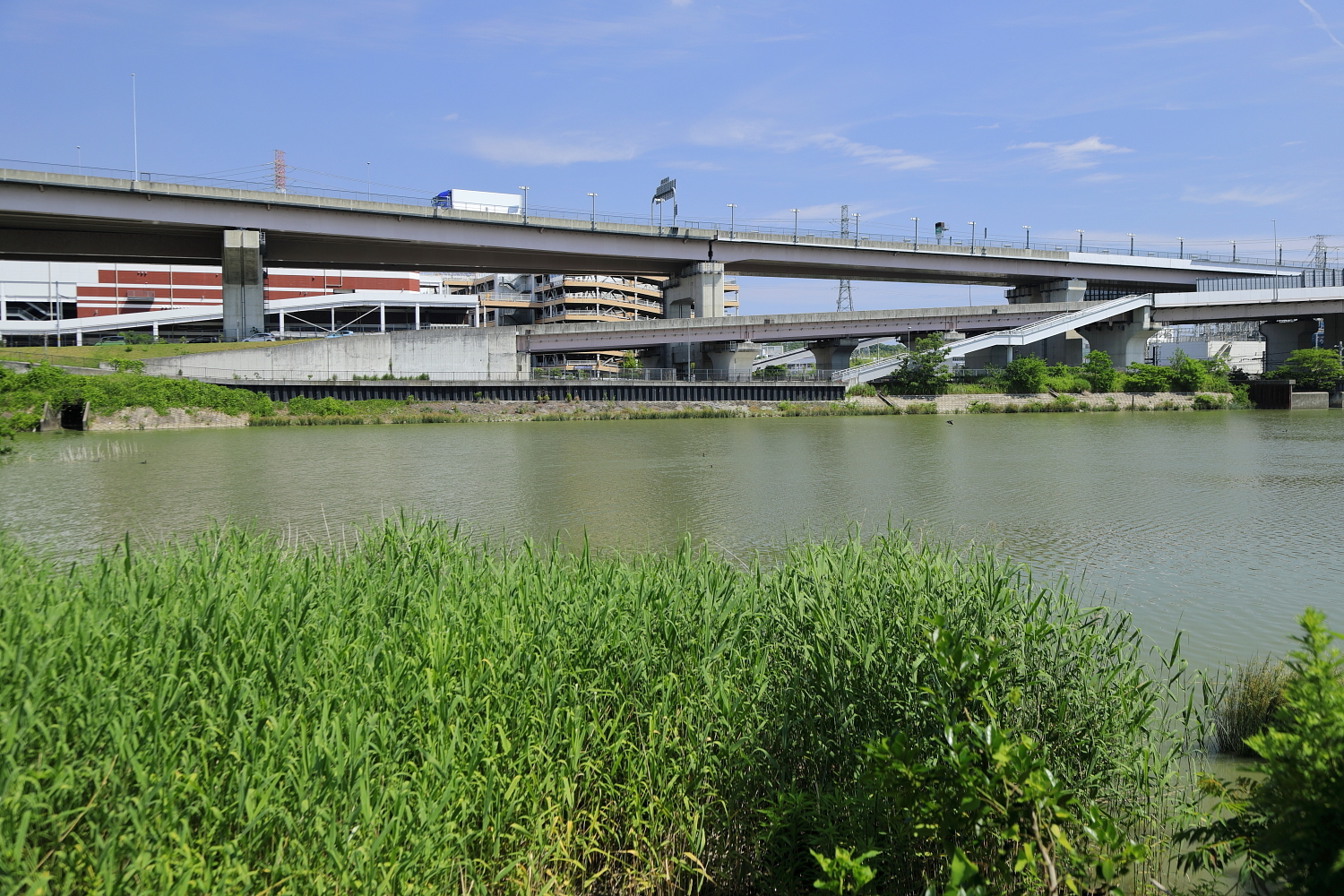
水主ヶ池

2016年（平成28年）4月1日供用開始。
- 水主ヶ池

- 名古屋グランドボウル
- 水主ヶ池公園
- 水主ヶ池

## その他

### 日本郵便
- 郵便番号 : 459-8014[3]（集配局：緑郵便局[11]）。